# Louis Chaillot
Louis Chaillot (2 de março de 1914 — 28 de janeiro de 1998) foi um ciclista francês e campeão olímpico no ciclismo de pista em 1932.
Chaillot competiu pela França nos Jogos Olímpicos de Verão de 1932, realizados em Los Angeles, Estados Unidos, na competição em tandem, junto com Maurice Perrin, conquistando a medalha de ouro; e na velocidade individual, obtendo a medalha de prata.
Também competiu nos Jogos Olímpicos de Verão de 1936, realizados em Berlim, Alemanha, na velocidade individual, mas só foi capaz de terminar em terceiro lugar.